# 애덤 로비텔
애덤 로비텔(영어: Adam Robitel, 1978년 5월 28일 ~ )은 미국의 공포 영화 전문 영화 각본가, 영화 감독이다. 주요 연출작으로 《인시디어스 4: 라스트 키》와 《이스케이프 룸》이 있다.
그가 연출한 인시디어스 시리즈의 최종편 《인시디어스 4: 라스트 키》는 호평을 받으며 흥행에 성공하였다. 블럼하우스 프로덕션 대표 제이슨 블럼은 로비텔 감독이 "숨막히는 공포와 스토리라인의 균형을 맞추는 데 천재적인 실력을 가졌다"고 평가하였다.
동성애자다. 편견으로 피해를 입고 있는 동성애자 소년들에게 힘을 주기 위해 커밍아웃했다고 밝혔다.

## 연출 작품 목록

### 영화
| 연도 | 제목                                | 원제                                     | 역할   | 역할   | 비고                                                                      |
| 연도 | 제목                                | 원제                                     | 감독   | 각본   | 비고                                                                      |
| ---- | ----------------------------------- | ---------------------------------------- | ------ | ------ | ------------------------------------------------------------------------- |
| 2014 | 테이킹                              | The Taking of Deborah Logan              | 예     | 예     | 개빈 헤퍼넌과 공동 각본                                                   |
| 2015 | 파라노말 액티비티: 더 고스트 디멘션 | Paranormal Activity: The Ghost Dimension | 아니요 | 예     | 그레고리 플롯킨 연출, 개빈 헤퍼넌, 애덤 블랙, 앤드루 도이치먼과 공동 각본 |
| 2018 | 인시디어스 4: 라스트 키             | Insidious: The Last Key                  | 예     | 아니요 | 리 워넬 각본                                                              |
| 2019 | 이스케이프 룸                       | Escape Room                              | 예     | 아니요 |                                                                           |
| 2022 | 이스케이프 룸 2                     | Escape Room 2                            | 예     | 아니요 |                                                                           |